# トム・レーラー

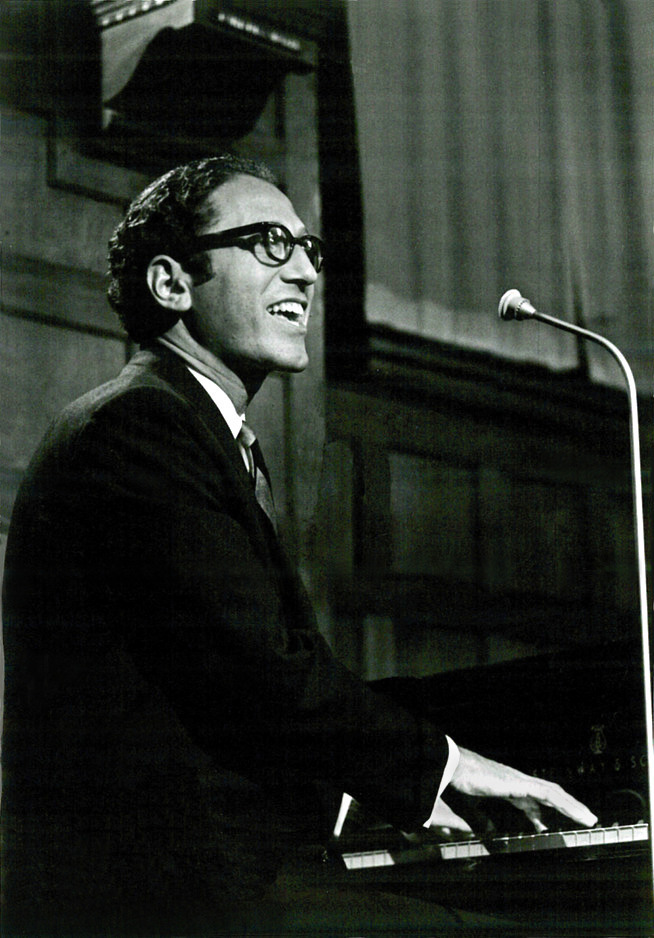
トム・レーラー 1967

トム・レーラー（Tom Lehrer、1928年4月9日 - 2025年7月26日）は、ニューヨーク出身のユダヤ系アメリカ人のシンガーソングライター、ピアニスト、数学者。ハーバード大学教授兼弾き語りで風刺ソングを歌う。
NASAの宇宙計画に膨大な予算がつぎ込まれ社会保障政策がなおざりにされている現状を憂いて「ヴェルナー・フォン・ブラウンの歌」を歌い、1950年代にヒットした。NASAにおけるジェミニ・アポロ両計画は膨大な予算を必要とした。これは全科学予算の多くを吸収するもので、当時アカデミズムにおいて、問題を引き起こした。
少将の歌（en:Major-General's Song）のメロディーに化学元素の名前をあてた元素の歌も有名である。
2025年7月26日、マサチューセッツ州ケンブリッジの自宅で死去したのを発見された。97歳没。

## 代表作
- 「公園の鳩に毒を」
- 「ヴェルナー・フォン・ブラウンの歌」That Was The Year That Was (1965),